# 21世纪
| 千纪： | 2千纪 \| 3千纪 \| 4千纪                                                                                              |
| 世纪： | 18世纪 \| 19世纪 \| 20世纪 \| 21世纪 \| 22世纪 \| 23世纪 \| 24世纪                                                   |
| 年代： | 2000年代 \| 2010年代 \| 2020年代 \| 2030年代 \| 2040年代 \| 2050年代 \| 2060年代 \| 2070年代 \| 2080年代 \| 2090年代 |

2001年1月1日至2100年12月31日的这一段期间称为21世纪。

## 综述
隨著美蘇冷戰結束，世界格局出現了顯著變化：美國依然是世界第一強國，但要面对中國崛起以及俄罗斯的军事威胁挑战。第一世界與第二世界的國家分別在爭奪第三世界的資源，且因遭逢穆斯林激進分子之九一一恐怖攻擊，使得世界局勢陷入迷霧與猜忌之中。
網際網路的發展與個人電腦、智慧型手機的革新；維基百科、虛擬地球等網站及應用程式誕生；臉書、推特等社群軟體之誕生，產生新的社交模式；手機電子支付、網上購物、加密貨幣的誕生。但也衍生出了相對應的社會問題，如：網路霸凌、社交工程等以資訊工具執行傷害性目的之新興犯罪手法。同時期，對於太空探索的商業化，宇外自然環境的模擬等，使得宇宙移民不再是空談。
全新的政治模式、全新的民主革命運動正在醞釀。作為20世紀環保主義的延續，人與大自然的關係重新得到審視，但因全球受到溫室效應之影響，造成眾多威脅人類生命安全之極端氣候，巴黎協議因此誕生。惟因政治動盪、短視近利與意識型態之爭，遭到擱置與忽略，而因意識型態之爭的緣故，資本主義國家與專制主義國家關係越發惡劣，衝突更為頻繁，各國之間更因土地問題而爭鬥，全球都憂慮未來戰爭會重臨地球。
而隨著全球化的進展，21世紀各國文化不斷交融與創新。幾千年的歷史長河中，人類的文明從未如這個時代一樣光輝燦爛與充滿不確定性。
有很多迎接21世纪的庆祝活动都在2000年举办，而不是2001年；由于沒有公元0年，此算法使1世纪是一个只有99年的世纪。

## 主要关注问题
21世紀聯合國千年發展目標列出以降低世界贫穷水平的一半為目標，已獲得世界各國的簽署。
- 人類發展
- 永續發展
- 性別平等

不少研究及國際非政府單位，如Oxford Martin School也以21世紀為題來思考新世紀的意義，以及要面對的挑戰：
- 温室效应、沙漠化、生物集群滅絕

## 重要事件、发展與成就

### 科学技术

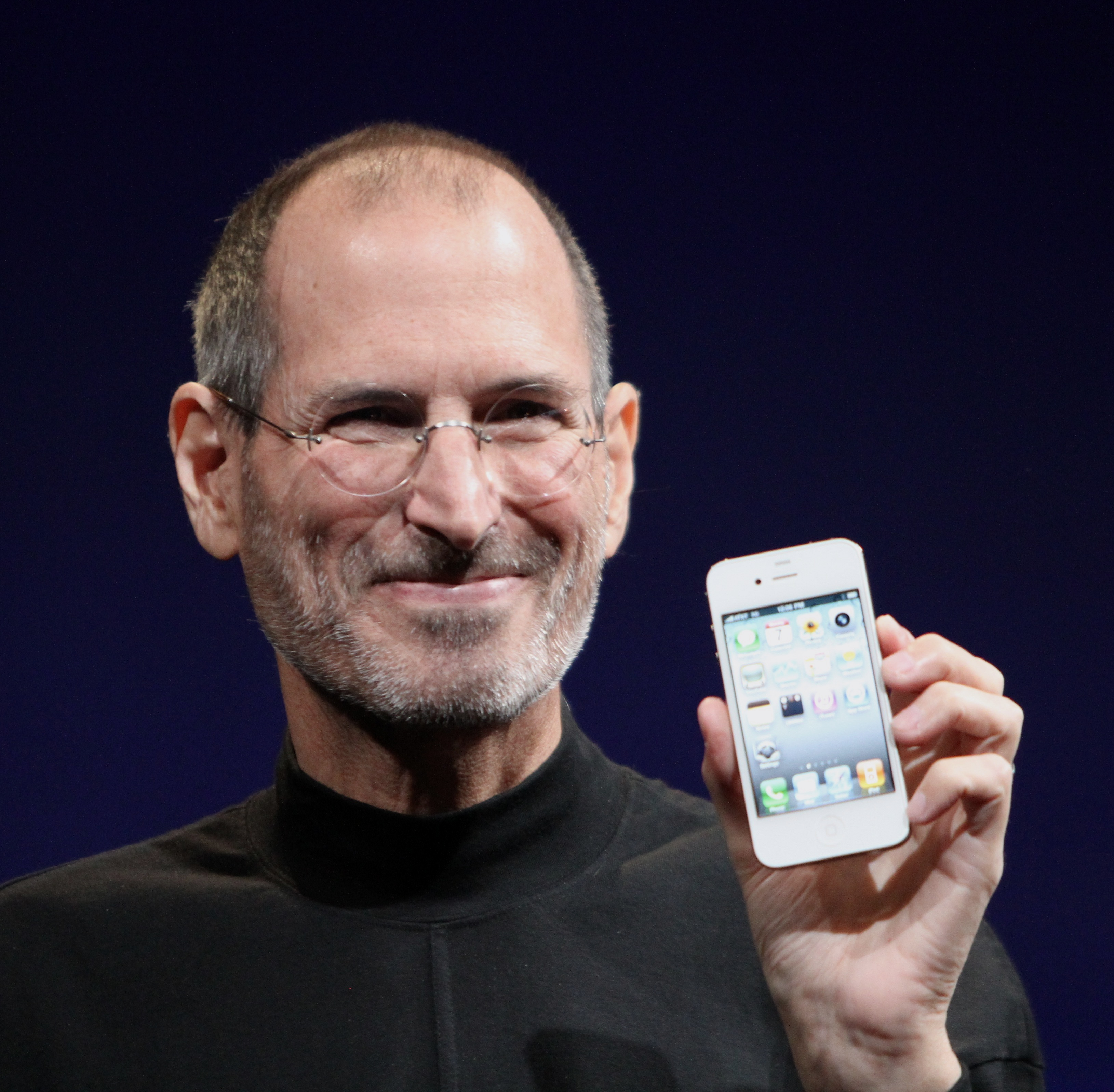
史蒂夫·乔布斯于智能手机 iPhone 4 的发布现场。

隨着人類踏入21世紀，人類的科技發展日新月異，在各種領域上皆有不同突破和發明。在資訊科技層面上，人類衝破了昔日手機的界限，發明出可流動上網的智能手機，令人類通訊幾乎再無限制。而實體貨幣亦發展出其網上形態。行動支付、虛擬貨幣漸漸取代實體貨幣。而資訊科技發展亦造就多方面的突破，例如 : 人工智能、機械人、自駕車等等。人類的生活亦有虛擬化的跡象，VR虛擬實境、元宇宙等的出現預示著人類未來的生活及發展方向。同時，人類對宇宙的探索沒有停下，對於地外生命的渴求越發強烈，而人類亦試圖衝出地球，甚至考慮殖民於其他星球。
- 國際太空站
- 人造物件登陸火星
- 人類基因組計劃
- 人類登陸火星
- 太空移民
- 人類殖民火星
- 月球殖民
- 電腦軟體出現多番革新，社群網站和分享網站興起。
  - Facebook
  - Whatsapp
  - Instagram
  - Twitter
- Wi-Fi
- 智慧型手機及流動上網
- 比特幣及加密貨幣
- 人類首次觀測到黑洞
- AI人工智慧
- 機器人
- 3D列印
- VR虛擬實境
- 電動汽車
- 新能源車
- 自駕車
- 無人機
- 無人商店
- 行動支付
- 飛行汽車
- 可摺疊式智能手機
- 全球首支3D列印金屬槍問世
- 5G 通讯技术 （2019－2020）
- 中國太空站
- 智慧型手錶
- 智慧型眼鏡
- 匿蹤戰機
- 第六代戰鬥機
- ChatGPT
- DeepSeek

### 战争与政治
- 2001年 阿富汗戰爭
- 2003年－2010年 伊拉克戰爭
- 2002年 顏色革命
- 2005年 鬱金香革命
- 2009年 伊朗綠色革命
- 联合国改革

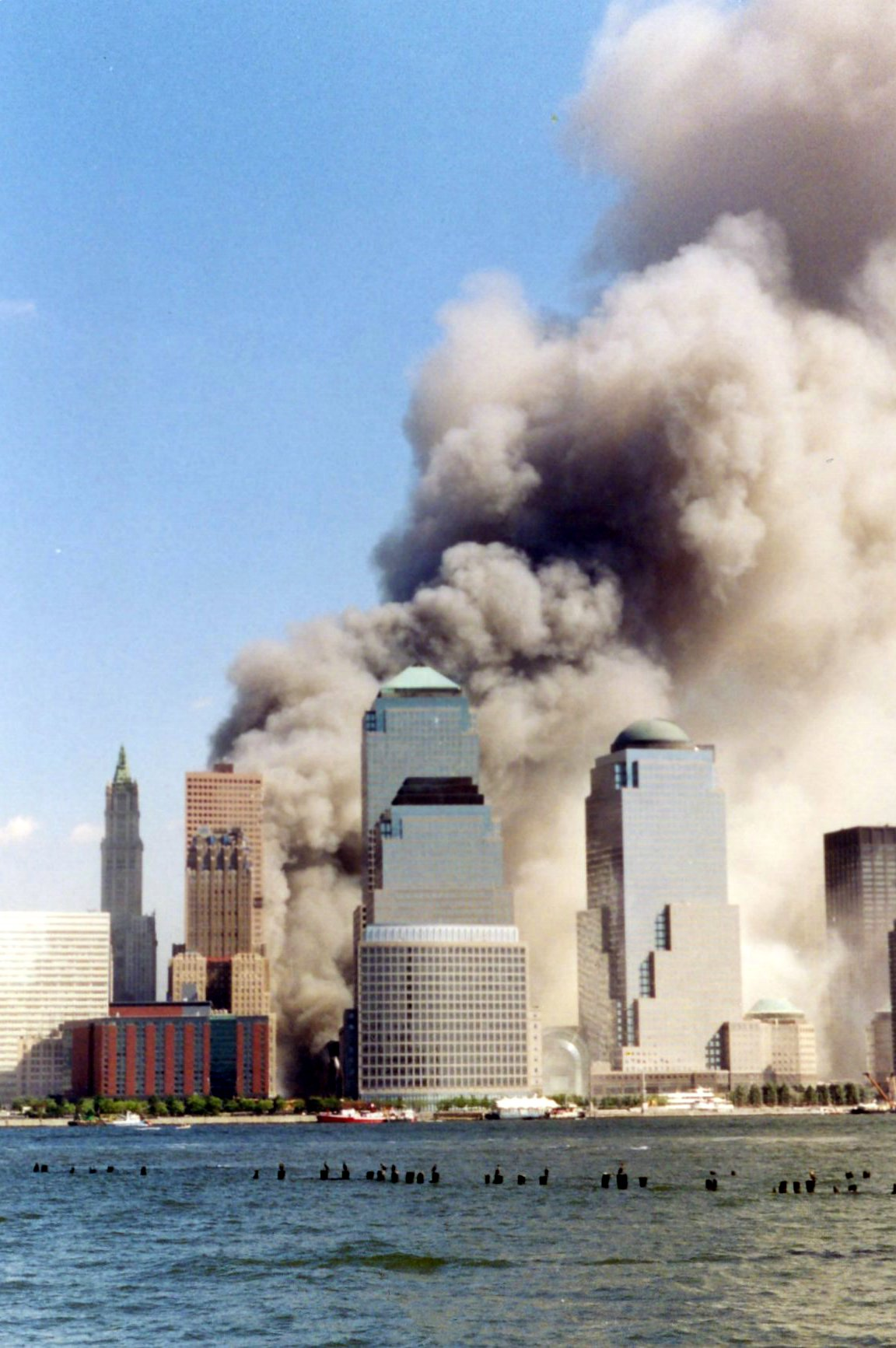
九一一事件中倒塌的世界贸易组织大厦

- 2010年－2012年 阿拉伯世界的反政府示威
- 2012年 釣魚台主權爭議升溫
- 2014年 烏克蘭革命
- 2014年 香港雨傘革命
- 2015年至今 一个马来西亚发展有限公司丑闻（1MDB）
- 2016年－2021年 英國脫歐
- 2018年 朝韓首腦在4月、5月和9月三度會晤。
- 2018年－至今 中美貿易戰
- 2019年 香港發生反對逃犯條例運動
- 2019年－2020年 加泰隆尼亞示威
- 2020年 白俄羅斯示威
- 2020年 中印邊境冲突
- 2020年 乔治·弗洛伊德之死引发的示威活动
- 2020年 南海主权爭議
- 2020年 中國全國人大常委會通過香港國安法立法並在香港實施，及美國通過香港自治法案並對香港官員實施制裁。
- 2020年 泰國示威
- 2021年 緬甸政變
- 2021年 塔利班重新執政
- 2021年－至今 新冷戰
- 2021年－2022年 俄烏危機
- 2022年－至今 俄羅斯入侵烏克蘭
- 2022年 四通橋事件、胡錦濤中共二十大離場事件、白紙運動

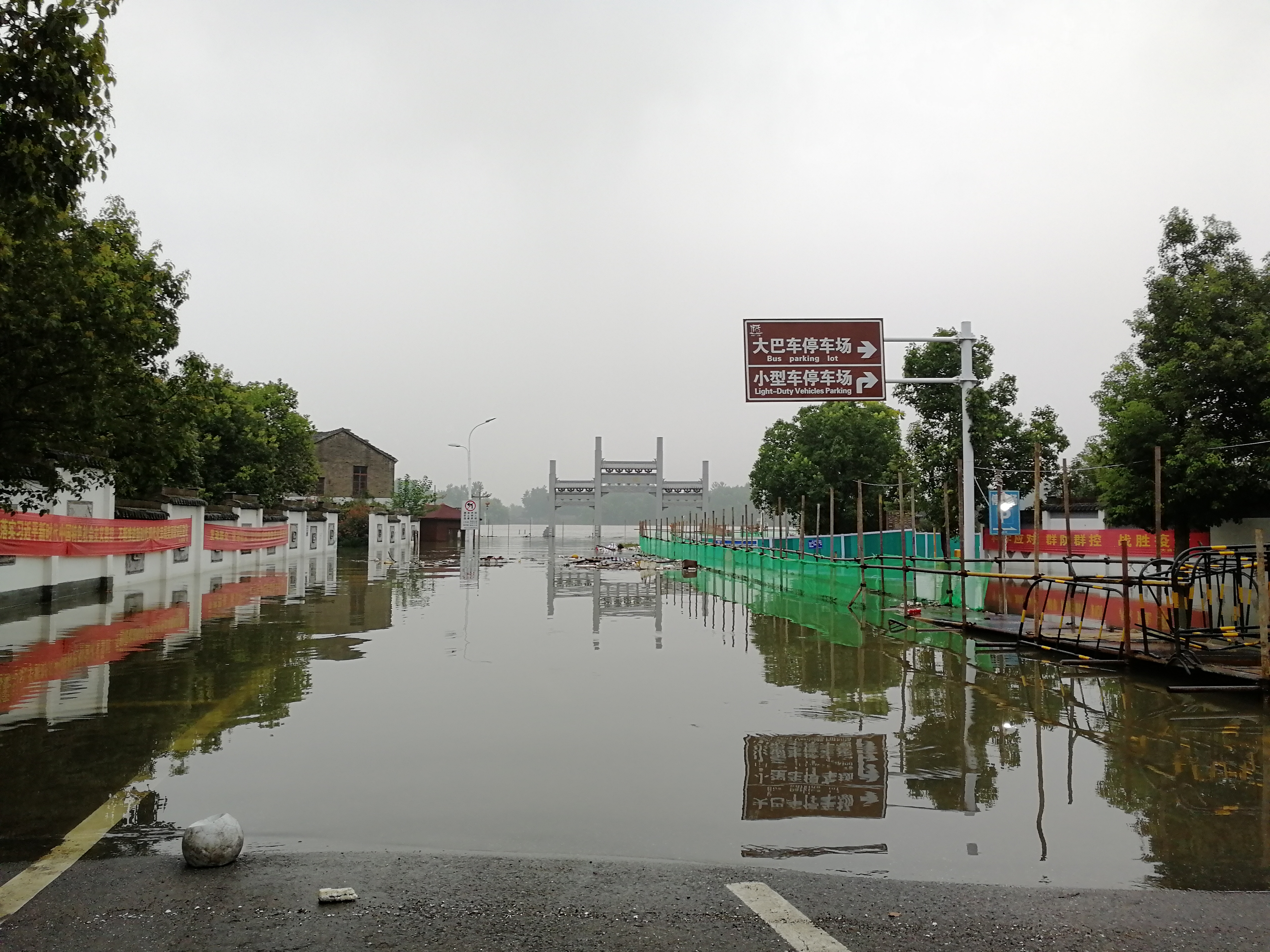
2020年中国南方水灾期间被淹没的铜陵大通古镇

- 2023年－至今 以色列—哈瑪斯戰爭
- 2024年－至今 伊朗—以色列冲突

### 天灾人祸
- 2001年 靳如超爆炸案
- 2001年 美國九一一襲擊事件
- 2001年 美國航空587號班機空難
- 2002年 中華航空611號班機空難
- 2004年 河南大平矿难
- 2004年 陕西陈家山矿难
- 2004年 印度洋大地震
- 2005年 辽宁孙家湾矿难
- 2005年 颶風丹尼斯
- 2005年 黑龙江东风矿难
- 2007年 山东华源矿难
- 2008年 四川汶川大地震
- 2008年 攀枝花地震
- 2008年 襄汾尾矿库溃坝事故
- 2008年 孟買連環恐怖襲擊
- 2009年 乌鲁木齐七五事件
- 2009年 莫拉克八八水災
- 2010年 海地地震
- 2010年 智利地震
- 2010年 玉樹地震
- 2010年 中国水灾
- 2010年 舟曲泥石流灾害
- 2010年 上海“11·15”特别重大火灾
- 2011年 基督城地震
- 2011年 東日本大地震與福島第一核電站事故
- 2012年 北京特大暴雨
- 2012年 彝良地震
- 2013年 芦山地震
- 2013年 孟加拉薩瓦區大樓倒塌事故
- 2013年 定西地震
- 2013年 海燕颱風
- 2014年 马来西亚航空370号班机空难
- 2014年 世越號沉沒事故
- 2014年 马来西亚航空17号班机空难
- 2014年 鲁甸地震
- 2015年 沙巴地震
- 2015年 天津大爆炸
- 2015年 深圳滑坡事故
- 2016年 熊本地震
- 2017年 九寨沟地震
- 2018年 花蓮地震
- 2018年 大阪地震
- 2018年 北海道地震
- 2018年 山竹颱風（2018年）
- 2018年 普悠瑪列車出軌事故
- 2019年 基督城清真寺槍擊案
- 2020年 中国南方水灾
- 2020年 6·26冕宁暴雨自然灾害
- 2020年 貝魯特大爆炸
- 2021年 太魯閣號列車出軌事故
- 2021年 中國河南水災
- 2021年 美国佛罗里达公寓大楼倒塌事故
- 2021年 美国东南部冬季風暴
- 2021年 美國中部龍捲風灾害
- 2022年 湯加海底火山噴發
- 2022年 中国东方航空5735号班机空难
- 2022年 日本安倍晉三遇刺案
- 2023年 2023年土耳其-敘利亞地震
- 2024年 2024年能登半島地震

### 疾病与医学

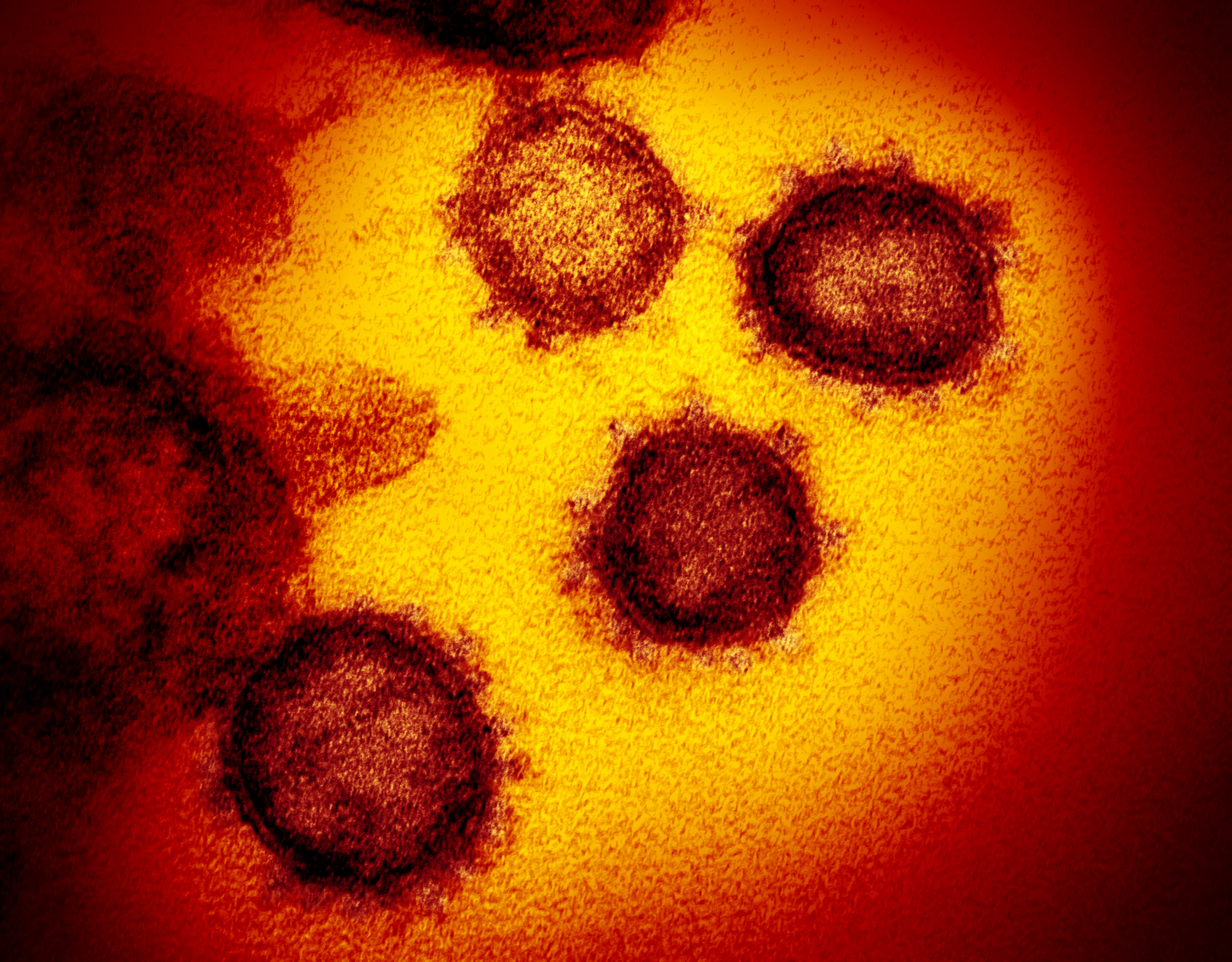
引发2019冠状病毒疾病的SARS-CoV-2病毒电子顯微鏡照片

- 寨卡病毒
- 艾滋病
- 美国禽流感
- 孔雀石綠
- 非典型肺炎
- SARS
- 人類豬流感
- 伊波拉病毒
- 中東呼吸綜合症
- （COVID-19）
- 猴痘

### 环境与自然资源
- 石油价格猛涨
- 2021年－2022年全球能源危机

### 社會與经济
- 环球金融危机
- 歐洲主權債務危機
- 占领华尔街
- 美國財政懸崖
- 中國股災
- 中美貿易戰
- 美国股灾
- Black Lives Matter
- 川普第二屆任期關稅

### 文化娱乐
- 2004年：雅典奧運
- 2008年：北京奧運，為中國第一次舉辦奧運會。
- 2012年：倫敦奧運
- 2016年：巴西奧運
- 2020年：東京奧運因為2019冠狀病毒病疫情而延期至2021年，也是奧運史上第一次延期。
- 2024年：巴黎奧運

### 宗教與哲學
- 2005年：教宗若望保禄二世在2005年4月2日逝世于梵蒂冈教会之母修道院内，享年85岁。
- 2013年：教宗本笃十六世辞职。
- 2022年：荣休教宗本笃十六世在2022年12月31日逝世于梵蒂冈教会之母修道院内，享年95岁。
- 2025年：教宗方濟各 (教宗)在2025年4月21日逝世于梵蒂岡聖瑪爾大之家内，享年88歲。